# Райбург, Ян
Ян Михайлович Ра́йбург (рум. Ian Raiburg; род. 7 января 1952, Макарешты, Ниспоренский район, Молдавская ССР, СССР) — советский и молдавский композитор-песенник, автор-исполнитель песен. Народный артист Молдавии (2009).

## Биография
Родился в селе Макарешты Ниспоренского района (ныне Унгенский район Молдавии) в семье учителей. Отец, Михаил Ефимович Райбург (1923—2006), уроженец Кишинёва, участник Великой Отечественной войны (младший лейтенант, командир 1-го огневого взвода 4-й батареи 846-го артиллерийского полка 277-й стрелковой рославльской дивизии), кавалер ордена Красной Звезды (1945), медали «За победу над Японией» (1945) и других наград; преподавал историю и был директором школы; мать, Марьям Райбург (род. 1924), работала учительницей английского языка.
Окончил музыкальную школу по классу аккордеона в Кишинёве, куда семья переехала когда ему было 12 лет. Был гитаристом вокально-инструментального ансамбля «Фортина» под руководством О. Мильштейна и ВИА «Букурия» при Кишинёвской государственной филармонии.
После окончания Киевского инженерно-строительного института работал инженером проектного бюро в Кишинёве, с 1977 года был гитаристом ансамбля при гостинице «Кишинэу».
С 1981 года работал в ансамбле «Черемош», в этот же период начинал сочинять собственную музыку, среди первых исполнительниц песен Яна Райбурга сёстры Софии Ротару — Аурика и Лидия, работавшие в том же ансамбле.
С 1982 года был постоянным автором песен Иона Суручану на молдавском языке, главным образом на стихи Григория Виеру («Ce seara minunată», «Cumpăraţi flori», «Astă seră», «Clar de lună» и других) и Думитру Матковского. Песни Яна Райбурга также исполняли Надежда Чепрага («Вот она какая…» на стихи Михаила Танича, «Живу на Земле» на стихи Думитру Матковского, «Твоё письмо» и «Тайна» на стихи Григоре Виеру, «Золотой звездопад», «Три молдована» и «Бабье лето» на стихи Я. Райбурга), Анастасия Лазарюк, Ольга Чолаку.
С 1984 по 1989 год возглавлял организованный им ансамбль «Реал». В 1989—1990 году работал в ансамбле «Норок» под руководством Михая Долгана, здесь впервые начинал исполнять свои песни. Некоторое время работал в ансамбле певицы Азизы. В 1991 году поселился в Нью-Йорке, где был совладельцем ресторана молдавской кухни «Трансильвания» (Квинс). С 2006 года вновь проживает в Кишинёве.
За 40 лет творческой деятельности выпустил 22 компакт-диска, из которых 5 на русском языке и 17 на молдавском, а также диск инструментальной музыки. Автор эстрадных шлягеров «Дарите женщинам цветы», «Гуляй, бригада», «Играй, скрипач» и других.

## Дискография
- Autumn Rains (Ploi de Toamnă), 2000.
- Anii mei și tinerețea, 2001.
- Ian Raiburg și prietenii săi, 2002.
- Песни Яна Райбурга (в исполнении Надежды Чепраги), 2002.
- Дороги, которые мы выбираем, 2002.
- Люди и волки. RYM American Recording, 2003.
- 20 лет спустя: Песни Яна Райбурга поёт Ион Суручану (два диска)[6]; Master Sound Records, 2003.
- Наша жизнь, 2004.

## Награды и звания
- Орден Республики (31 августа 2020 года) — за плодотворную деятельность в области культуры, вклад в продвижение духовно-нравственных ценностей и высокое профессиональное мастерство[7].
- Народный артист Молдавии (26 марта 2009 года) — за заслуги в развитии музыкального искусства, плодотворную творческую деятельность и высокое профессиональное мастерство[8].
- Мастер искусств Молдавии (5 ноября 2008 года) — за заслуги в развитии и пропаганде музыкального искусства, успехи в творческой деятельности и высокое профессиональное мастерство[9].
- Заслуженный человек Молдавии (2 марта 2002 года) — в знак признания особых заслуг в пропаганде музыкального искусства и развитии культурных связей между Республикой Молдова и Соединёнными Штатами Америки[10].
- Награждён орденом Русской Православной Церкви Преподобного Сергия Радонежского, орденом Креста «За заслуги» полиции Республики Молдова.